# Famille de La Fare
Pour les articles homonymes, voir La Fare.
La famille de La Fare est une famille subsistante de la noblesse française, originaire du village de Saint-André-de-Valborgne, dans les Cévennes gardoises.
Elle a donné deux pairs de France ecclésiastiques, des chambellans, des gentilshommes de la chambre, un maréchal de France, des lieutenants généraux, des lieutenants du roi, des commandants et gouverneurs, des évêques, un cardinal archevêque. Au XVIIe siècle, existaient les branches de Chausse, Montclar, Tornac, Salendrinque, Lasalle, Alès, La Tour, Saint-Marcel-d'Ardèche et Vénéjan.
Cette famille subsiste en Argentine, issue de Christian Louis Anne Henri de La Fare ayant émigré en Amérique Latine au XIXe siècle.
En France, le nom de la Fare a été repris par adoption par la famille Hamel, devenue Hamel de La Fare.

## Personnalités
- Au milieu du XIIe siècle, Bérenger est seigneur de La Fare[2].
- En 1435, Guillaume est chambellan ordinaire de Charles VII[3].
- Au XVIe siècle, Pierre est gentilhomme de la Chambre du Roi[4].
- En 1646, son fils Jacques est fait marquis de La Fare[5].
- En 1676, Henry, son fils, de la branche de Tornac, est baron des États du Languedoc[6].
- À la fin du XVIIe siècle, Charles Auguste, poète, est capitaine des gardes de Philippe d'Orléans.
- En 1723, Étienne Joseph, son fils, devient évêque duc de Laon et pair de France ecclésiastique.
- En 1746, Philippe Charles, son frère aîné, devient maréchal de France.
- En 1754[7] ou 1767[8], Joseph Louis Dominique, de la branche de Vénéjan obtient l’érection de la terre du même nom en marquisat de La Fare.
- De 1766 à 1790, Joachim Joseph, de la branche d'Alès, est le dernier abbé de l'abbaye de Baume-les-Messieurs.
- Au XIXe siècle, Gustave Christophe Valentin, de la branche d'Alès, poète, est un pionnier de la renaissance de la langue d'oc[9].
- En 1822, Anne Louis Henri, de la branche de Vénéjan, archevêque de Sens, devient pair puis en 1823 cardinal.
- En 1830, Joseph Gabriel, son neveu, est fait duc romain[10].

## Armoiries
- D'azur à trois flambeaux d’or allumés de gueules posés en pal[11],[12],[13].
- Couronne de marquis[11],[12].
- Supports : deux lions affrontés, têtes contournées[11],[12].

Variantes
1. Écartelé: aux 1 et 4, de la Fare ; au 2, d'..., au lion de gueules, à la bande d'azur chargée de trois étoiles d'or, brochant sur le tout ; au 3, d'argent, à deux lions affrontés de sable, rampant contre un pin de sinople[11].
2. Écartelé : au 1, de gueules, au château donjonné d'une pièce d'argent, maçonné de sable; au 2, d'azur, au buffle passant d'or, couronné du même ; au 3, d'azur, à trois losanges d'argent posés en pal ; au 4, d'or, au cor-de-chasse d'azur virolé enguiché de gueules. Sur le tout: d'azur, à trois flambeaux d'or allumés de gueules, rangés en fasce[11],[13].
3. Les armes de la Fare brisées d'une orle d'argent[11],[14].
4. Les armes de la Fare brisées en chef d'un lambel d'argent[11],[15].

## Devise
- « Lux nostris hostibus ignis » en français : « La lumière pour les nôtres, le feu pour nos ennemis »[12].

## Filiation
Généalogie de la famille, à partir d'un document de Marc Gauer (2011, 2015) et du Grand armorial de France (t.3, 1939)

### Branche principale
```
Béranger (v. 
1170
), seigneur de La Fare et de 
Saint-André-de-Valborgne
, chevalier
X Élise de Saint-Germain
│
└─> Béranger, seigneur de La Fare
    X (
1206
) Saurine de Mondagout
    │
    └─> Béranger, seigneur de La Fare et de Campredon
        X 
Sybille d'Anduze

        │
        └─> Béranger, seigneur de La Fare et de Campredon
            X Ne d'Orange
            │
            ├1> Béatrix
            │   X (
1320
) Guillaume Fesquet
            │
            └2> Bernard, seigneur de La Fare, damoiseau
                │
                └─> Raymond, seigneur de La Fare, damoiseau
                    X (
1350
) Isabeau Pellebarbe
                    │
                    └─> Pierre, seigneur de La Fare, chevalier
                        X Cécile d’Aleyrac d’Aigremont
                        │        
                        ├1> Guillaume ( - 
1444
), seigneur de La Fare, de Monteil et de Folaquier (v. 
1400
)
                        │   X (
1411
) Almueis de Montclar, dame de Fontenilles, de Montjoye et de La Tour
                        │   │
                        │   ├1> Pierre ( - ap. 
1433
), seigneur de Montclar
                        │   │ 
                        │   ├2> Guillaume ( - 
1501
), seigneur de La Fare, de La Tour, de Fontenilles, de Montjoye et baron de Montclar
                        │   │   X (
1452
) Isabeau d'Alairac
                        │   │   │
                        │   │   ├1> Gabriel ( - 
1513
), baron de Montclar, seigneur de La Fare, de La Tour, de Fontenilles, de Montjoye et de La Vessière
                        │   │   │   X (
1497
) Marie du Claux
                        │   │   │   │
                        │   │   │   ├1> Pierre ( - 
1564
), baron de Montclar et de La Fare
                        │   │   │   │   X (
1529
) Louise de Bucelly, baronne de 
Salendrinque

                        │   │   │   │   │
                        │   │   │   │   ├1> Jacques ( - 
1600
), baron de Montclar, de La Fare et de 
Salendrinque

                        │   │   │   │   │   X (
1576
) Hélix Dupuy, dame de Saint-Martin
                        │   │   │   │   │   │
                        │   │   │   │   │   ├1> Jacques, vicomte de Montclar, baron de 
Salendrinque
, marquis de La Fare
                        │   │   │   │   │   │   X (1) (
1612
) Gabrielle d'Audibert de 
Lussan

                        │   │   │   │   │   │   X (2) (
1645
) Louise d’Aguillat
                        │   │   │   │   │   │   │
                        │   │   │   │   │   │   ├1> Charles → 
BRANCHE DE LAUGERES
 
ci-dessous

                        │   │   │   │   │   │   │
                        │   │   │   │   │   │   ├2> Antoine Hercule (
1613
 - 
1646
), baron de 
Lasalle

                        │   │   │   │   │   │   │
                        │   │   │   │   │   │   ├3> Étienne → 
BRANCHE DE CHAUSSE
 
ci-dessous

                        │   │   │   │   │   │   │
                        │   │   │   │   │   │   ├4> Marguerite (
1615
 - 
1699
)
                        │   │   │   │   │   │   │   X (
1635
) Jacques de Banne, comte d'
Avéjan

                        │   │   │   │   │   │   │
                        │   │   │   │   │   │   ├5> Jean (
1616
 - )
                        │   │   │   │   │   │   │
                        │   │   │   │   │   │   ├6> Louise (
1616
 - )
                        │   │   │   │   │   │   │   X (
1642
) François du Bousquet, baron de 
Montlaur

                        │   │   │   │   │   │   │
                        │   │   │   │   │   │   ├7> Christophe (
1617
 - ), abbé de 
Sylvanès

                        │   │   │   │   │   │   │
                        │   │   │   │   │   │   ├8> Jacques (
1618
 - 
1656
), seigneur de Montjoye
                        │   │   │   │   │   │   │
                        │   │   │   │   │   │   ├9> Antoine → 
BRANCHE DE MONTCLAR
 
ci-dessous

                        │   │   │   │   │   │   │
                        │   │   │   │   │   │   ├10>Esther (
1620
 - 
1710
), abbesse de Saint-Pierre du Puy et de Notre-Dame-des-Plans à 
Orange

                        │   │   │   │   │   │   │
                        │   │   │   │   │   │   ├11>Vidal ( - 
1655
), seigneur du Puech
                        │   │   │   │   │   │   │
                        │   │   │   │   │   │   ├12>Louise (
1624
 - 
1648
), 
ursuline
 à 
Alès

                        │   │   │   │   │   │   │
                        │   │   │   │   │   │   ├13>Diane (
1626
 - )
                        │   │   │   │   │   │   │
                        │   │   │   │   │   │   ├14>François → 
BRANCHE D'ALES
 
ci-dessous

                        │   │   │   │   │   │   │
                        │   │   │   │   │   │   ├15>Henri → 
BRANCHE DE TORNAC
 
ci-dessous

                        │   │   │   │   │   │   │
                        │   │   │   │   │   │   ├16>Charles (
1630
 - )
                        │   │   │   │   │   │   │
                        │   │   │   │   │   │   └17>Marc (
1631
 - )
                        │   │   │   │   │   │       X (
1660
) Isabeau d’Aberlenc
                        │   │   │   │   │   │
                        │   │   │   │   │   ├2> Marguerite Juste
                        │   │   │   │   │   │   X (1) Pierre de La Jonquière, seigneur de Tournac
                        │   │   │   │   │   │   X (2) Charles de Cubières de Maubuisson, seigneur de Ribaute et du Chayla
                        │   │   │   │   │   │   X (3) (
1624
) Henri de Fay, baron de 
Peyraud
 et de 
Vézénobres

                        │   │   │   │   │   │
                        │   │   │   │   │   ├3> Claude Marie
                        │   │   │   │   │   │   X (
1604
) Jean de Chavagnac, baron de La Tournel, seigneur de Gourzac et de Monticulons
                        │   │   │   │   │   │
                        │   │   │   │   │   ├4> Marthe
                        │   │   │   │   │   │   X (
1613
) Claude de l’Étang, baron de l'Étang
                        │   │   │   │   │   │
                        │   │   │   │   │   ├5> Cassandre
                        │   │   │   │   │   │   X (
1611
) Jean Albert de Solages-Fredeault, seigneur de 
Camboulazet

                        │   │   │   │   │   │
                        │   │   │   │   │   ├6> Gabrielle
                        │   │   │   │   │   │   X (
1608
) Pierre de Bondurant, seigneur d'Elgueyrenc
                        │   │   │   │   │   │
                        │   │   │   │   │   └7> Louis → 
BRANCHE DE LA TOUR
 
ci-dessous

                        │   │   │   │   │
                        │   │   │   │   ├2> Antoine ( - 
1586
)
                        │   │   │   │   │
                        │   │   │   │   ├3> Gabriel
                        │   │   │   │   │
                        │   │   │   │   ├4> Claudine
                        │   │   │   │   │   X (
1556
) Antoine de 
Beauvoir de Grimoard
, comte du Roure, baron de 
Grizac

                        │   │   │   │   │
                        │   │   │   │   └5> 
Antonie
, fille naturelle
                        │   │   │   │       X (1) (
1566
) Bernard Rieu
                        │   │   │   │       X (2) (
1592
) Guillaume Tessier
                        │   │   │   │  
                        │   │   │   ├2> Jacques, prieur de 
Laudun
, vicaire général de l'
évêque d'Uzès

                        │   │   │   │
                        │   │   │   ├3> Charles
                        │   │   │   │
                        │   │   │   ├4> Claude
                        │   │   │   │   X Gaillard, seigneur de 
Berthoulene
 et de 
La Romiguière

                        │   │   │   │
                        │   │   │   ├5> Jeanne
                        │   │   │   │
                        │   │   │   ├6> Isabelle
                        │   │   │   │   X (
1522
) Gaspard de Blausac, seigneur de 
Vaisons

                        │   │   │   │
                        │   │   │   └7> Marguerite
                        │   │   │       X (1) François de Cadoul
                        │   │   │       X (2) (
1547
) François de Bony, seigneur de Largnac et de Vellas
                        │   │   │
                        │   │   ├2> Jean
                        │   │   │
                        │   │   ├3> Guillaume, chevalier de 
Rhodes

                        │   │   │
                        │   │   ├4> Anne
                        │   │   │   X (1) (
1479
) François, seigneur d'
Apcher

                        │   │   │   X (2) Jean de Bozene, seigneur d'
Aubais
 et du 
Cayla

                        │   │   │
                        │   │   ├5> Marguerite
                        │   │   │   X Gabriel de Belle-Combe, seigneur de 
Gaujac

                        │   │   │
                        │   │   ├6> Magdelaine
                        │   │   │   X (
1484
) Guillaume de Narbonne-Lara, baron de La Salle et de Salendrenque
                        │   │   │
                        │   │   ├7> Esclarmonde dite Marguerite
                        │   │   │   X (
1494
) Antoine Feltric, seigneur de 
Popian

                        │   │   │
                        │   │   ├8> Charlotte
                        │   │   │   X Guillaume Bruny, seigneur de 
Castanet

                        │   │   │
                        │   │   ├9> Égline dite Antoinette, abbesse de Sainte-Catherine d'
Avignon

                        │   │   │
                        │   │   └10>Antoinette, religieuse à Fonts
                        │   │ 
                        │   ├3> Cécile
                        │   │   X (
1433
) André de Budos, seigneur de Portes-Bertrand, 
dont postérité

                        │   │
                        │   ├4> Marguerite
                        │   │   X (
1444
) Guillaume du 
Cailar
 de Toiras
                        │   │ 
                        │   ├5> 
Louis
, fils naturel, seigneur du 
Poujol

                        │   │   X Antonie de la Pierre
                        │   │   │
                        │   │   ├1> Antonie
                        │   │   │   X Guillaume Armand
                        │   │   │
                        │   │   ├2> Hélips
                        │   │   │   X Raimond Armand
                        │   │   │
                        │   │   ├3> Catherine
                        │   │   │   X (
1490
) Antoine Liquier
                        │   │   │
                        │   │   ├4> Guillaume, seigneur du 
Poujol

                        │   │   │   X Ne
                        │   │   │   │
                        │   │   │   └─> Pierre
                        │   │   │
                        │   │   ├5> Antonie
                        │   │   │   X Antoine du 
Caylar

                        │   │   │
                        │   │   ├6> Gaillarde
                        │   │   │   X Guillaume Brun
                        │   │   │
                        │   │   ├7> Léone
                        │   │   │   X Béraud Garin
                        │   │   │
                        │   │   ├8> Anne
                        │   │   │   X Jean de Donnenc
                        │   │   │
                        │   │   └9> Antoine
                        │   │
                        │   └6> 
Pierre
, fils naturel, seigneur du Soleyrol
                        │       X Ne
                        │       │
                        │       ├1> Antoine, seigneur de Molines
                        │       │   X Jeanne d'Auton
                        │       │   │
                        │       │   ├1> Catherine
                        │       │   │   X (
1479
) Privat Chapon
                        │       │   │
                        │       │   ├2> Jean
                        │       │   │
                        │       │   ├3> Pierre
                        │       │   │
                        │       │   ├4> Louis, seigneur de Pojolo
                        │       │   │
                        │       │   └6> Étienne
                        │       │
                        │       └2> Sybille
                        │           X (
1454
) Jean de La Figuière
                        │   
                        └2> Louis
```

### Branche de Laugères

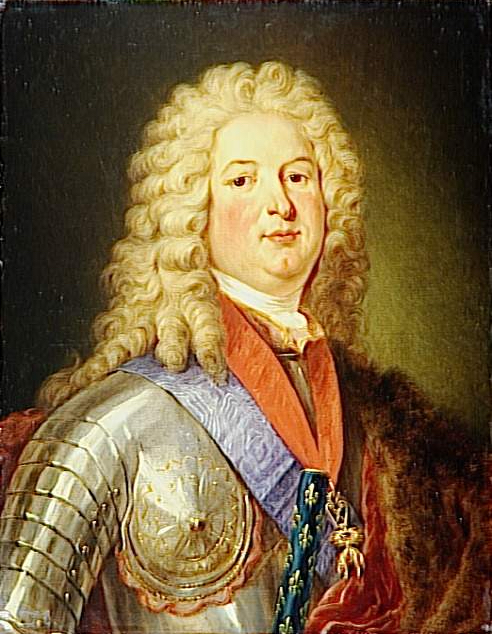
Philippe Charles, marquis de La Fare.

```
Charles (
1613
 - 
1654
), seigneur et baron de 
Rochegude

X (
1643
) Jacqueline de Borne, dame de Laugères
│
├1> 
Charles Auguste
 (
1644
 - 
1712
), marquis de La Fare, comte de Laugères, baron de 
Balasuc
, poète
[
17
]

│   X (
1684
) Louise Jeanne de Lux de Ventelet
│   │
│   ├1> 
Philippe Charles
 (
1685
 - 
1752
), 
maréchal de France
, marquis de La Fare, comte de Laugères, chevalier 
des Ordres du Roi
 et de la 
Toison d'or
, 
chevalier de Saint-Louis
[
18
]

│   │   X (
1713
) Françoise 
Paparel

│   │   │
│   │   └─> Françoise Mélanie
│   │       X  (1) (
1735
) Louis Claude Bouthillier de Chavigny, comte de 
Pont-sur-Seine

│   │       X  (2) (
1780
) 
Louis Groult des Rivières
, général-comte
│   │
│   ├2> Jacqueline Thérèse (
1686
 - 
1688
)
│   │
│   ├3> Marie (
1687
 - )
│   │   X (
1706
) 
Jean Marc François de La Fare
, 
ci-dessous

│   │
│   ├4> 
Étienne Joseph
 (
1691
 - 
1741
), 
évêque de Viviers
 puis 
évêque-duc de Laon
[
19
]
 et pair de France
│   │
│   └5> 
Charlotte Louise
, née de Louise Moreau, légitimée par Lettres du 18 mai 1695
│
├2> Gabrielle Catherine ( - 
1668
)
│   X (
1668
) Charles de Molette, marquis de 
Morangiès
, seigneur de Saint-Auban
│
├3> Félix (
1650
 - )
│
├4> Scipion, 
jésuite

│
└5> Jacques, seigneur de Neuvac, 
chevalier de Malte
```

### Branche de Chausse
```
Étienne (
1614
 - ), seigneur de Chausse
X (
1662
) Marie de Bouziges
│
└─> Marc François ( - 
1706
), seigneur de Chausse
    X (
1691
) Claudine du Bosc
    │
    ├1> Henri
    │   X (1) (
1715
) Louise Jaussaud
    │   X (2) Jeanne Pradel
    │   X (3) (
1736
) Marie Thérèse Dardhaillon
    │   │
    │   ├1> Claudine (
1715
 - )
    │   │
    │   ├2> Isabeau (
1718
)
    │   │   X (
1734
) Jean Antoine Chamboredon
    │   │
    │   ├3> Suzanne (
1721
 - )
    │   │
    │   ├4> Marc (
1722
 - )
    │   │
    │   ├5> Marie (
1725
 - )
    │   │
    │   ├6> Magdelaine (
1727
 - )
    │   │
    │   ├7> Jean Pierre (
1731
 - )
    │   │
    │   ├8> Pierre (
1739
 - 
1806
)
    │   │   X (
1764
) Suzanne Valette
    │   │
    │   ├9> Henri Julien (
1742
 - )
    │   │
    │   ├10>Marguerite (
1745
 - )
    │   │
    │   └11>François (
1748
 - )
    │
    ├2> Marie (
1694
 - 
1717
)
    │   X Jacques de Quinsac
    │
    ├3> Marguerite ( - 
1774
)
    │   X (
1720
) Pierre Draussin
    │
    └4> Françoise (
1703
 - )
```

### Branche de Montclar
```
Antoine ( - 
1707
), marquis de la Fare, vicomte de Montclar
X (
1665
) Marie Engracie d'Alleman
│
├1> Jacques, vicomte de Montclar
│
├2> Marguerite
│   X (
1679
) Jacques Marcellin de Bérard, marquis de Montalet
│
├3> Marie Louise
│   X (
1684
) Jacques Joseph de 
Nicolaï
, baron de 
Sabran

│
├4> [Jean] Marc François (
1669
 - 
1721
), marquis de la Fare, vicomte de Montclar
│   X (
1706
) 
Marie de La Fare
 → 
ci-dessus

│   │
│   ├1> Marguerite Charlotte (
1712
 - 
1730
)
│   │   X (
1729
) 
François César de Moreton, marquis de Chabrillan
 (
1701
-
1776
), général
│   │
│   ├2> Françoise Mélanie (
1714
 - ), héritière des marquisats de Saint-Martin, de La Fare et de Mirabel, et de la baronnie de 
Pompignan

│   │   X Jean-Baptiste Raimond de Pavée de Villevieille, 
dont postérité

│   │
│   └3> Thérèse (
1716
 - )
│
├5> Jean (
1672
 - 
1693
), vicomte de La Fare
│
├6> Françoise Claire (
1685
 - 
1752
)
│   X (
1719
) Jean Gabriel Charpin, seigneur et comte de Genetines
│
└7> Marie Françoise Élisabeth (
1691
 - 
1712
)
```

### Branche d'Alès

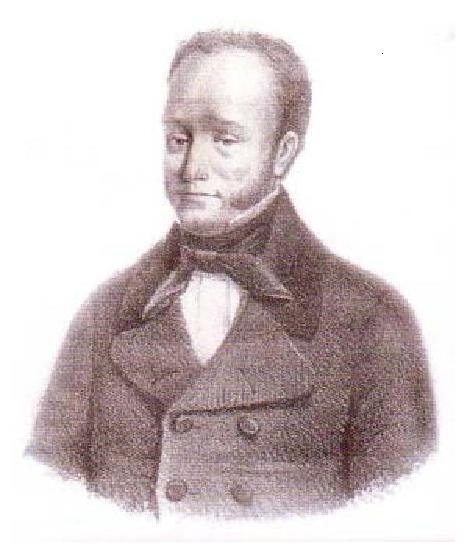
Gustave Christophe Valentin, marquis de La Fare Alais.

```
François (
1628
 - 
1685
), baron de 
Lasalle
, seigneur de Saint-Félix
X (
1655
) Anne de Cambis, baronne d'
Alès

│
├1> Christophe ( - 
1743
), comte de 
Lasalle
, baron d'
Alès

│   X (
1688
) Françoise de Brueys
│   │
│   ├1> Françoise ( - 
1751
)
│   │   X (
1713
) Pierre Doms, capitaine d'infanterie
│   │
│   └2> François, comte de 
Lasalle
, baron d'
Alès

│
├2> Henri ( - 
1690
), comte de La Fare
│   X (
1690
) Marie Anne de Guirand
│
├3> Marc (
1664
 - 
1748
), doyen du chapitre d’
Alès

│
├4> Isabeau ( - 
1728
)
│   X (
1693
) Jacques d’Espeisses, seigneur de La Plane, de Crouzoul et de Mercoirol
│
├5> Charles Auguste (
1667
 - 
1718
), chevalier de La Fare, 
chevalier de Saint-Louis
[
20
]

│   X (
1701
) Jeanne Marie de Montboissier
│   │
│   ├1> Jean Gaspard (
1704
 - 
1758
), marquis de La Fare, comte de 
Rouvre
, 
chevalier de Saint-Louis

│   │   X (
1751
) Louise Claire de Tissart, marquise de 
Rouvre

│   │   │
│   │   ├1> Louis Jean Alexandre (
1751
 - 
1793
), marquis de La Fare, lieutenant au régiment de 
Port au Prince
[
21
]

│   │   │
│   │   ├2> Claire Alexandrine Rose (
1752
 - )
│   │   │   X Joseph de Charlary, comte d'Aulnoy
│   │   │
│   │   └3> Maximilien Joseph Éléonore [Claude Jude] (
1756
 - 
1756
)
│   │
│   ├2> Charles, 
chevalier de Saint-Louis

│   │   X (1) (
1728
) Marguerite Genas de Beauvoisin
│   │   X (2) (
1761
) Gabrielle Calvière d'Aigue-vives
│   │
│   ├3> Joachim Joseph (
1708
 - 
1797
), aumônier du Roi, prieur de 
Gigny
[
22
]
,
[
23
]
, 
abbé
 de 
Baume-les-Messieurs
 en 
Franche-Comté

│   │
│   ├4> N, chevalier de La Fare
│   │
│   ├5> Paul, baron de La Salle
│   │
│   ├6> N
│   │
│   └7> Christophe
│
├6> Anne (
1668
 - ), religieuse à 
Bagnols

│
├7> Louise (
1670
 - ), religieuse à Notre-Dame des Plans à 
Orange

│
├8> Jacques Alexandre
│   X (
1728
) Jeanne de Rochemore d'Aigremont
│   │
│   ├1> Christophe (
1728
 - 
1733
)
│   │
│   ├2> Jacques Alexandre (
1730
 - 
1801
)
│   │   X Julie Françoise d'Avignon d'Anduze
│   │   │
│   │   ├1> Alexandre Christophe Fleuri (
1780
 - )
│   │   │
│   │   ├2> Julie Françoise (
1781
 - )
│   │   │   X (
1804
) Joseph de Narbonne
│   │   │
│   │   ├3> Marie Jeanne (
1783
 - 
1868
)
│   │   │   X Mathieu Raybaud
│   │   │
│   │   ├4> Louise Alexandrine (
1784
 - )
│   │   │   X Joseph Marie d'Hargenvillers
│   │   │
│   │   ├5> Justin Alexandre Épiphane (
1786
 - )
│   │   │
│   │   └6> Gustave Christophe Valentin (
1791
 - 
1846
), marquis de La Fare-Alais, maire de 
Saint-Martin-de-Valgalgues
[
24
]
, auteur et poète occitan
[
25
]

│   │       X (
1819
) Anne Françoise Émilie Soustelle
│   │       │
│   │       └─> Jacques François Alexandre Gabriel (
1821
 - 
1870
)
│   │           X (
1868
) Marguerite Marie Louise Soustelle
│   │           │
│   │           └─> Coralie Marie Eugénie Marguerite (
1870
 - 
1870
)
│   │
│   ├3> Louis Joseph (
1731
 - )
│   │
│   ├4> Catherine Thérèse (
1732
 - )
│   │
│   ├5> Marie Alexandrine (
1733
 - 
1740
)
│   │
│   └6> Marie Jeanne (
1735
 - )
│
├9> Catherine
│   X (
1685
) Jean de Trémolet, seigneur de Montmoirac et 
Saint-Christol

│
├10>Esther ( - 
1717
)
│
├11>Françoise, abbesse de Notre-Dame des Plans à 
Orange

│
├12>Jacques de La Fare de Saint-Privat
│   X (
1716
) Rose de Vials
│   │
│   ├1> N (mort à 6 ans)
│   │
│   └2> N (
1726
 - 
1728
)
│
├13>Joseph Louis ( - 
1794
), seigneur de 
Salindre
, major d'
Alais

│   X (
1717
) Lucrèce de Massilian de Saint-Laurent
│   │
│   ├1> Louis Joseph (
1720
 - ), 
chevalier de Saint-Louis

│   │
│   └2> Jacques Christophe (
1724
 - )
│
└14>Paul
    X (1) comtesse Danès
    X (2) (
1728
) 
M
lle
 de Rochemort
```

### Branche deTornac
```
Henri (
1628
 - 
1706
), dit le marquis de 
Tornac

X (
1664
) Isabeau Pelot
│
├1> Antoine Denis Auguste (
1665
 - 
1740
), baron de La Fare puis marquis de 
Tornac
, 
commandeur de Saint-Louis

│   X (
1704
) Fleurie Thérèse de 
Grimoard de Beauvoir de Montlaur

│   │
│   └─> Marie Fleurie (
1707
 - )
│       X (
1720
) Joseph de 
Grimoard de Beauvoir du Roure de Beaumont
, marquis de Grison
│
├2> Claude Marguerite
│
├3> Antoine Aurèle (
1669
 - 
1699
), abbé de 
Sylvanès

│
├4> Marc (mort jeune), chevalier de La Fare
│
├5> Étienne Constantin de La Fare de Bellefonds
│
├6> Denis Maxime de La Fare de Corbais
│
├7> Françoise Pauline, abbesse de 
Saint-Félix-de-Montceau
 de 
Gigean

│
├8> Marie, abbesse de 
Saint-Geniès

│
├9> Louise, 
ursuline
 à 
Sommières

│
├10>Félice ( - 
1724
)
│   X (
1705
) Charles Guy d'Airebaudouze, marquis d'Anduze
│
└11>Christophe Emmanuel de La Fare de Caujac (
1692
 - 
1748
), 
chevalier profès de l'ordre de Malte
```

### Branche de La Tour
```
Louis, seigneur de la Tour, baron de la Fare
X (
1629
) Élisabeth de Gasc
│
├1> Jacques ( - 
1661
)
│
├2> Isabelle ( - 
1738
)
│   X (
1686
) Joseph Jean de Burzet, seigneur de 
Bidon

│
├3> Louis ( - v. 
1666
), seigneur de la Tour et de 
Saint-Marcel-d'Ardèche

│   X (
1662
) Françoise de Montmarc
│   │
│   ├1> Louis Joseph, seigneur de la Tour et des Plantiers, co-seigneur de 
Saint-Marcel-d'Ardèche

│   │   X (
1691
) Marie Anne de Guirand (veuve de 
Henri de La Fare
, 
supra
)
│   │   │
│   │   ├1> Jean François ( - 
1764
), baron de la Tour et des Plantiers
│   │   │   X (
1720
) Marie Polge de Tarabias
│   │   │   │
│   │   │   ├1> Élisabeth Françoise ( - 
1770
)
│   │   │   │
│   │   │   ├2> Marie Françoise
│   │   │   │   X (
1742
) Étienne Duchol de Lignac
│   │   │   │
│   │   │   ├3> Philippe Charles (
1728
 - 
1730
)
│   │   │   │
│   │   │   ├4> Marie Louise (
1729
 - )
│   │   │   │
│   │   │   ├5> Philippe Louis (
1731
 - )
│   │   │   │
│   │   │   ├6> Jacqueline Thérèse (
1732
 - 
1767
)
│   │   │   │
│   │   │   ├7> Marie Victoire (
1734
 - )
│   │   │   │
│   │   │   ├8> Louis Joseph (
1736
 - 
1736
)
│   │   │   │
│   │   │   └9> Louise Gabrielle (
1738
 - 
1740
)
│   │   │
│   │   ├2> Henry Joseph (
1694
 - )
│   │   │
│   │   ├3> Charles Louis (
1695
 - )
│   │   │
│   │   ├4> Marguerite (
1696
 - )
│   │   │
│   │   ├5> Anne Marthe (
1697
 - )
│   │   │
│   │   └6> Antoine Auguste (
1700
 - )
│   │
│   ├2> Isabelle
│   │   X (
1693
) Claude Joseph d'Aghulac, baron de 
Rousson

│   │
│   ├3> Françoise
│   │
│   └4> Marie
│
├4> Joseph → 
BRANCHE DE VENEJAN
 
ci-dessous

│
├5> Marie
│   X (
1685
) Martin de Balzagette de Charnève
│
└6> Françoise
    X Henri de Cazenoves
```

### Branche de Vénéjan

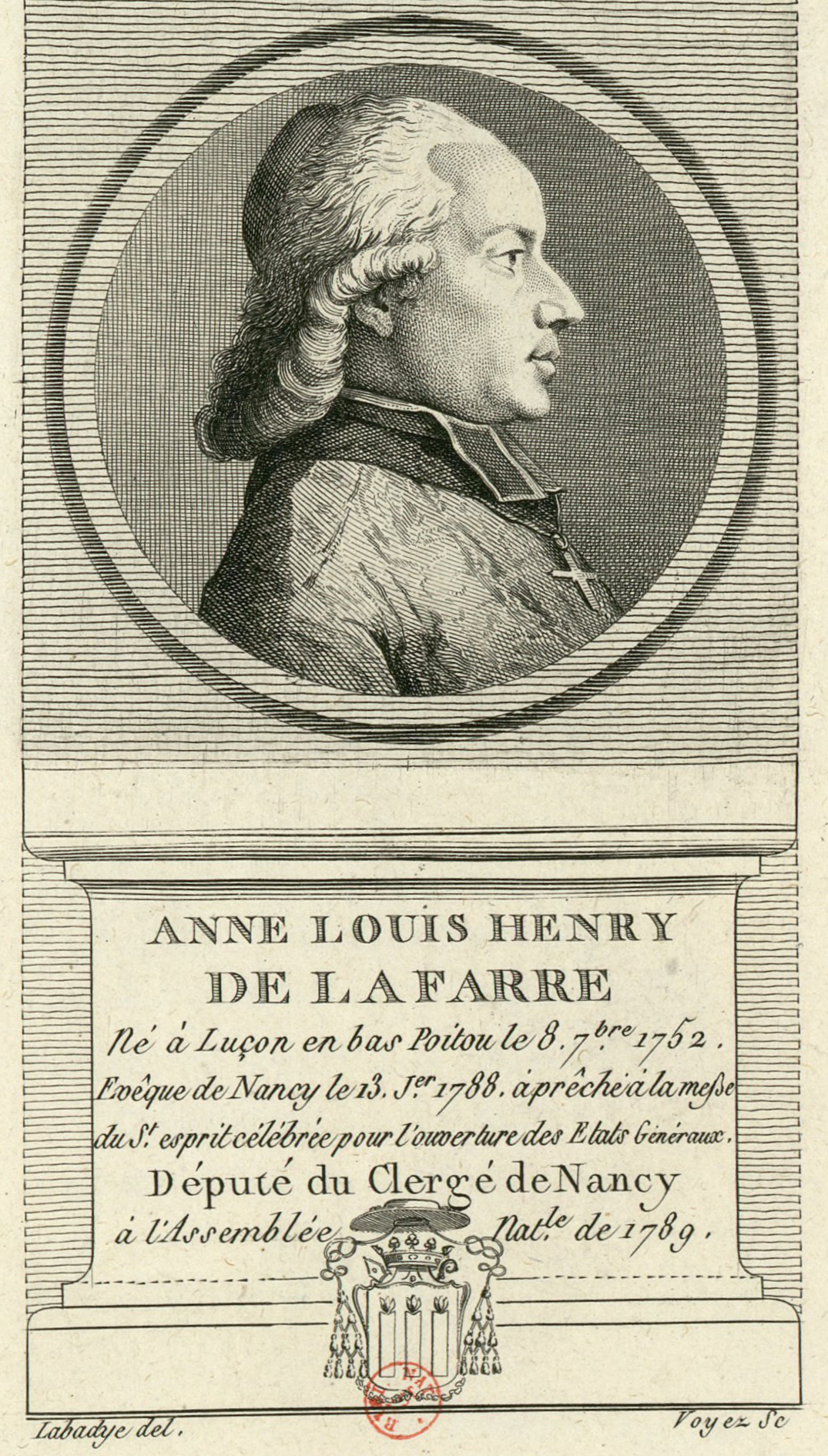
Cardinal de La Fare.

Pour la branche de Vénéjan,,
```
Joseph ( - 
1722
) de la Fare, co-seigneur de 
Saint-Marcel-d'Ardèche

X (1) (
1675
) Marie Anne de Raynaud
X (2) (
1682
) Jeanne de 
Pierre de Bernis

│
├1> Élisabeth (
1675
 - )
│   X (
1716
) Jean de Guison
│
├3> Catherine (
1677
 - )
│
├3> Marie Anne (
1678
 - 
1684
)
│
├4> Jean Louis (
1682
 - )
│
├5> Élisabeth Françoise (
1683
 - )
│
├6> François Gabriel (
1684
 - 
1762
) de la Fare, seigneur de Saint-Marcel
[
8
]

│   X (
1720
) Madeleine de Plaisse, dame de La Pause
│   │
│   ├1> Joseph Louis Dominique (
1722
 - 
1793
) de La Fare, seigneur de Vénéjan marquis de la Fare par lettres de 1767
[
8
]
, 
chevalier de Saint-Louis

│   │   X (
1748
) Henriette Paule Gabrielle de Gazeau de Champagné
│   │   │
│   │   ├1> Marie Joseph Gabriel Henry (
1749
 - 
1786
) de la Fare dit le comte de La Fare
│   │   │   X (
1775
) Gabrielle Françoise Victoire de 
Riquet de Caraman

│   │   │   │ 
│   │   │   ├1> Joseph Gabriel Anne Henry (
1777
 - 
1837
), marquis de la Fare (1793) duc romain (1830)
│   │   │   │   X (
1796
) Eulalie Thérèse Élisabeth d’Autric de Vintimille
│   │   │   │   │
│   │   │   │   ├1> Anne Maurice Gabriel (
1798
 - 
1867
), marquis de La Fare (1837), duc romain (1837)
│   │   │   │   │   X (1) (
1828
) Mélanie Le Duc de Lillers
│   │   │   │   │   X (2) (
1833
) Louise Julie Clotilde Remÿ de Campeau
│   │   │   │   │   X (3) (
1849
) Marguerite Isabelle Petch
│   │   │   │   │   │  
│   │   │   │   │   ├1> Berthe (
1835
 - 
1888
)
│   │   │   │   │   │   X (
1853
) Charles Louis Marie Anatole, comte de 
Briey

│   │   │   │   │   │
│   │   │   │   │   ├2> Marie Louise Eulalie (
1852
 - av. 1905)
│   │   │   │   │   │
│   │   │   │   │   ├3> Anne Maurice Henry (
1858
 - 
1914
), marquis de la Fare (1867), duc romain (1867)
│   │   │   │   │   │   X (
1897
) Jeanne Marie Adolphine Thoumini de La Haulle (
1871
 - 
1928
)
│   │   │   │   │   │   │
│   │   │   │   │   │   └─> Henry Anne Maurice Gabriel (
1898
 - av. 1942), marquis de la Fare (1914), duc romain (1914)
│   │   │   │   │   │       X (
1924
) Lise Adrienne Coupet-Sarrailh (
1906
 - 
1982
)
│   │   │   │   │   │       │  
│   │   │   │   │   │       └─> 
1 fille

│   │   │   │   │   │  
│   │   │   │   │   └4> Georges
│   │   │   │   │ 
│   │   │   │   ├2> Honorine ( - 
1829
), chanoinesse
│   │   │   │   │
│   │   │   │   ├3> Philippine Adèle Honorine Eulalie (
1803
 - 
1830
),
│   │   │   │   │   X (
1828
) Gui 
de Quengo
, marquis de Crénolle, 
sans postérité

│   │   │   │   │
│   │   │   │   ├4> Caroline Marie Gabrielle (
1806
 - 
1836
)
│   │   │   │   │   X (
1835
) Anatole Lambert, baron de Chamerolles, 
dont postérité

│   │   │   │   │
│   │   │   │   ├5> Adolphe Raymond Abel (
1809
 - 
1871
) de La Fare, dit le comte de La Fare
│   │   │   │   │   X  (
1841
) Marie Clotilde de Nettancourt-Vaubécourt
│   │   │   │   │   │
│   │   │   │   │   ├1> Gaston Joseph Marie (
1842
 - 
1908
) de La Fare, dit le comte de La Fare
│   │   │   │   │   │   X Marie-Céleste Berger (
1858
 - )
│   │   │   │   │   │   │
│   │   │   │   │   │   ├1> Marguerite Marie Pauline (
1878
 - )
│   │   │   │   │   │   │   X (
1905
) Louis Marie Roger Léaux (
1874
 - )
│   │   │   │   │   │   │
│   │   │   │   │   │   └2> Charlotte Clotilde Marie (
1882
 - 
1968
)
│   │   │   │   │   │       X (
1909
) Antoine Longevialle (
1874
 - )
│   │   │   │   │   │
│   │   │   │   │   ├2> Maurice Anne Gabriel (
1843
 - 
1904
) de La Fare dit le vicomte de La Fare
│   │   │   │   │   │   X (
1874
) Jeanne Marie Eugénie Émilie Huon de Kermadec (
1849
 - 
1900
)
│   │   │   │   │   │   │
│   │   │   │   │   │   ├1> Casimir Armand Just Marie (
1875
 - 
1945
) de la Fare dit le vicomte de La Fare
│   │   │   │   │   │   │
│   │   │   │   │   │   ├2> Clotilde Josèphe Marie Paule (
1877
 - )
│   │   │   │   │   │   │
│   │   │   │   │   │   ├3> Henri Georges Marie (
1879
 - 
1903
)
│   │   │   │   │   │   │
│   │   │   │   │   │   ├4> Jacques Marie Paul (
1881
 - 
1957
), de la Fare dit le vicomte de La Fare
│   │   │   │   │   │   │   X (
1935
) Olga Blanche Kornfeld (
1898
 - 
1952
)
│   │   │   │   │   │   │   │
│   │   │   │   │   │   │   └─> 
postérité adoptive (famille Hamel de La Fare)
[
1
]

│   │   │   │   │   │   │
│   │   │   │   │   │   ├5> Marie Ange Jeanne (
1884
 - )
│   │   │   │   │   │   │   │
│   │   │   │   │   │   │   └─> 
André Vincent
 (
1914
 - 
1985
), reconnu en 
1920

│   │   │   │   │   │   │       X (1) (
1935
, divorcés en 
1948
) Renée Fernande Laroche
│   │   │   │   │   │   │       X (2) (
1955
) Suzanne Arlette Bouvet
│   │   │   │   │   │   │
│   │   │   │   │   │   ├6> Pierre Émile Marie (
1887
 - 
1901
)
│   │   │   │   │   │   │
│   │   │   │   │   │   ├7> Geneviève Josèphe Armande Marie (
1889
 - 
1966
), adoptée en 
1921
 par Marie Aimée Logeard, veuve de Bénoni Eugène Régis (
infra
)
│   │   │   │   │   │   │   X Paul de Castellan (
1891
 - 
1977
), 
dont postérité

│   │   │   │   │   │   │
│   │   │   │   │   │   └8> Yvonne Marie Josèphe (
1891
 - 
1979
)
│   │   │   │   │   │
│   │   │   │   │   ├3> Marie Thérèse (
1844
 - 
1925
)
│   │   │   │   │   │   X (
1871
) Ernest de Viville, 
dont postérité

│   │   │   │   │   │
│   │   │   │   │   ├4> Paul Gustave Adolphe (
1846
 - 
1904
)
│   │   │   │   │   │   X (
1874
) Marie Valentine Zénobie de Chergé
│   │   │   │   │   │   │
│   │   │   │   │   │   ├1> Marie Andrée Renée Jeanne (
1877
 - 
1964
)
│   │   │   │   │   │   │   X (
1898
) Edme Jules Achille Robineau-Duclos
[
27
]
, 
dont postérité féminine

│   │   │   │   │   │   │
│   │   │   │   │   │   └2> Pauline Marie Thérèse (
1879
- 
1961
)
│   │   │   │   │   │
│   │   │   │   │   ├5> Renée Pauline Marie (
1852
 - 
1919
)
│   │   │   │   │   │   X (
1873
) Jules Louis François Marie Fradin de Bellabre, 
dont postérité

│   │   │   │   │   │
│   │   │   │   │   ├6> Gabrielle Marie Jeanne (
1853
 - 
1918
)
│   │   │   │   │   │   X (
1874
) Georges François Marie Huon de Kermadec, 
dont postérité

│   │   │   │   │   │
│   │   │   │   │   └7> Jeanne Marie Henriette (
1855
 - )
│   │   │   │   │       X (
1889
) Paul Person de Champoly, 
dont postérité

│   │   │   │   │
│   │   │   │   └6> Armand Just Abel Eugène (
1812
 - 
1878
),
│   │   │   │       X (
1842
) Alexandrine Louise Esther Herry de Maupas (
1820
 - 
1906
)
│   │   │   │       │
│   │   │   │       ├1> Eulalie [Augusta] Bérengère (
1847
 - 
1931
)
│   │   │   │       │   X (
1869
) Félix Benjamin Lucas
[
28
]
 (
1836
 - 
1914
), 
dont postérité

│   │   │   │       │
│   │   │   │       ├2> Gabrielle Aimée Isabelle (
1848
 - 
1885
)
│   │   │   │       │   X (
1873
) Joseph Fort (
1835
 - ), 
dont postérité

│   │   │   │       │
│   │   │   │       ├3> Anne Adolphine Marie Christine (
1850
 - )
│   │   │   │       │   X (
1875
) Paul Charles Dangin de Montaigu (
1847
 - ), 
dont postérité

│   │   │   │       │
│   │   │   │       ├4> Bénoni Eugène Régis (
1852
 - 
1892
), chevalier de la Légion d'honneur
[
29
]

│   │   │   │       │   X (
1889
) Marie Aimée Logeard (
1847
 - )
│   │   │   │       │
│   │   │   │       └5> Christian Louis Anne Henri (
1857
 - ),
│   │   │   │           X Berthe Garnier
│   │   │   │           │
│   │   │   │           ├1> Mauricio José Antonio (
1901
 - ),
│   │   │   │           │   X Elsa Victoria Emilia Perrone (
1914
 - )
[
30
]

│   │   │   │           │   │
│   │   │   │           │   └─> 
postérité masculine représentée

│   │   │   │           │
│   │   │   │           └2> Cristián
│   │   │   │               X Maria Elvira Stagno
│   │   │   │               │
│   │   │   │               └─> 
postérité masculine représentée

│   │   │   │       
│   │   │   ├2> Charlotte Sophie Antoinette Caroline (
1779
 - 
1862
)
│   │   │   │   X (
1806
) Victor Narcisse, baron de Vigan
│   │   │   │
│   │   │   └3> Augustine Louise (
1781
 - )
│   │   │
│   │   ├2> Marie Madeleine Henriette (
1750
 - 
1828
), supérieure du Saint-Sacrement de 
Bollène
 et de Saint-Jean d'
Avignon

│   │   │
│   │   ├3> 
Anne Louis Henri
[
31
]
 (
1752
 - 
1829
), 
évêque de Nancy
 (
1787
) puis 
archevêque de Sens
 (
1817
) et 
cardinal
 (
1823
), 
pair
 (
1822
), 
comte
 puis 
duc
 (
1823
), 
commandeur du Saint-Esprit

│   │   │
│   │   ├4> Adélaïde Paule Françoise (
1753
 - 
1823
)
│   │   │   X Jean-François Prévost de la Boutetière, seigneur de Saint-Mars, 
dont postérité

│   │   │
│   │   ├5> Marie Marguerite ( - 
1810
)
│   │   │   X (
1777
) François Esprit Antoine de Fages de Séverac, baron de 
Chazeaux
, 
sans postérité

│   │   │
│   │   ├6> Françoise Marie Henriette Louise (
1759
 - )
│   │   │
│   │   └7> François René Joachim (
1761
 - 
1795
)
│   │   
│   ├2> Jacques Jean (
1723
 - ), chevalier de La Fare, 
chevalier de Saint-Louis

│   │   
│   └3> Jeanne Élisabeth (
1731
 - 
1735
)
│
├7> Marie Anne (
1686
 - )
│
├8> Louise Henriette (
1688
 - )
│
├9> Jeanne Marie (
1690
 - )
│
├10> Joseph (
1692
 - )
│
├11> Jeanne (
1695
 - 
1762
)
│
├12> Gabrielle (
1695
 - )
│
└13> Henri Victor (
1696
 - 
1798
), 
chevalier de Saint-Louis
, 
sans postérité
```